# Mã An Sơn
Mã An Sơn hay Mã Yên Sơn (chữ Hán giản thể: 马鞍山市, bính âm: Mǎ'ānshān Shì, Hán Việt: Mã An Sơn thị) là một địa cấp thị của tỉnh An Huy, Cộng hòa Nhân dân Trung Hoa. Mã An Sơn có diện tích 4049 km², dân số 2,3 triệu người vào năm 2011.

## Phân chia hành chính
Về mặt hành chính, địa cấp thị Mã An Sơn được chia thành các đơn vị hành chính gồm 3 quận, 3 huyện. Sau khi địa cấp thị Sào Hồ bị giải thể vào năm 2011, hai huyện Hàm San và Hòa được chuyển sang địa cấp thị Mã An Sơn
- Quận: Vũ Sơn (雨山区), Hoa Sơn (花山区), Bác Vọng (博望区)
- Huyện: Hàm Sơn (含山县), Hòa (和县), Đang Đồ (当涂县)

| Bản đồ Mã An Sơn                            | Bản đồ Mã An Sơn | Bản đồ Mã An Sơn | Bản đồ Mã An Sơn | Bản đồ Mã An Sơn | Bản đồ Mã An Sơn |
| ------------------------------------------- | ---------------- | ---------------- | ---------------- | ---------------- | ---------------- |
| Vũ Sơn Hoa Sơn Bác Vọng Đang Đồ Hòa Hàm Sơn |                  |                  |                  |                  |                  |

## Địa lý và khí hậu
Bao quanh là các đồi núi thấp (tên gọi của địa cấp thị này nghĩa đen là "núi yên ngựa"), Mã An Sơn không bị ô nhiễm như các thành phố sản xuất sắt thép lớn khác của Trung Quốc, do các chính sách môi trường do chính quyền địa phương thực hiện, nên nó được công nhận là một trong "mười đô thị xanh của Trung Quốc".
Khí hậu của đô thị này là tương tự như các thành phố khác trong đồng bằng Trường Giang, với độ ẩm thấp hơn làm cho mùa hè và mùa đông ở đây không quá khắc nghiệt. Khu vực này thường xuyên có mưa rào trong tháng 7 và tháng 8.
Ghềnh đá Thái Thạch (采石矶, 采石磯, Thái Thạch ki), nơi diễn ra trận chiến nổi tiếng trong Chiến tranh Tống-Kim nằm ở tây nam thành phố, được coi là tốt nhất trong số 3 ghềnh đá nhô ra trên sông Dương Tử. Đình Thái Bạch là một trong bốn đình nổi tiếng dọc theo sông Dương Tử. Khu phong cảnh Thái Thạch là điểm du lịch quốc gia Trung Quốc, với sự kết hợp các phong cảnh tự nhiên và nhân tạo.
| Dữ liệu khí hậu của Mã An Sơn (1981−2010) | Dữ liệu khí hậu của Mã An Sơn (1981−2010) | Dữ liệu khí hậu của Mã An Sơn (1981−2010) | Dữ liệu khí hậu của Mã An Sơn (1981−2010) | Dữ liệu khí hậu của Mã An Sơn (1981−2010) | Dữ liệu khí hậu của Mã An Sơn (1981−2010) | Dữ liệu khí hậu của Mã An Sơn (1981−2010) | Dữ liệu khí hậu của Mã An Sơn (1981−2010) | Dữ liệu khí hậu của Mã An Sơn (1981−2010) | Dữ liệu khí hậu của Mã An Sơn (1981−2010) | Dữ liệu khí hậu của Mã An Sơn (1981−2010) | Dữ liệu khí hậu của Mã An Sơn (1981−2010) | Dữ liệu khí hậu của Mã An Sơn (1981−2010) | Dữ liệu khí hậu của Mã An Sơn (1981−2010) |
| Tháng                                     | 1                                         | 2                                         | 3                                         | 4                                         | 5                                         | 6                                         | 7                                         | 8                                         | 9                                         | 10                                        | 11                                        | 12                                        | Năm                                       |
| ----------------------------------------- | ----------------------------------------- | ----------------------------------------- | ----------------------------------------- | ----------------------------------------- | ----------------------------------------- | ----------------------------------------- | ----------------------------------------- | ----------------------------------------- | ----------------------------------------- | ----------------------------------------- | ----------------------------------------- | ----------------------------------------- | ----------------------------------------- |
| Trung bình ngày tối đa °C (°F)            | 7.3 (45.1)                                | 9.5 (49.1)                                | 14.3 (57.7)                               | 20.8 (69.4)                               | 26.4 (79.5)                               | 29.2 (84.6)                               | 32.4 (90.3)                               | 31.8 (89.2)                               | 27.8 (82.0)                               | 22.6 (72.7)                               | 16.3 (61.3)                               | 10.0 (50.0)                               | 20.7 (69.2)                               |
| Trung bình ngày °C (°F)                   | 3.2 (37.8)                                | 5.4 (41.7)                                | 9.7 (49.5)                                | 16.0 (60.8)                               | 21.5 (70.7)                               | 25.1 (77.2)                               | 28.5 (83.3)                               | 27.7 (81.9)                               | 23.5 (74.3)                               | 18.0 (64.4)                               | 11.6 (52.9)                               | 5.6 (42.1)                                | 16.3 (61.4)                               |
| Tối thiểu trung bình ngày °C (°F)         | 0.1 (32.2)                                | 2.1 (35.8)                                | 6.0 (42.8)                                | 11.8 (53.2)                               | 17.3 (63.1)                               | 21.6 (70.9)                               | 25.3 (77.5)                               | 24.6 (76.3)                               | 20.2 (68.4)                               | 14.3 (57.7)                               | 7.9 (46.2)                                | 2.1 (35.8)                                | 12.8 (55.0)                               |
| Lượng Giáng thủy trung bình mm (inches)   | 47.9 (1.89)                               | 56.7 (2.23)                               | 92.0 (3.62)                               | 90.0 (3.54)                               | 98.3 (3.87)                               | 165.3 (6.51)                              | 202.5 (7.97)                              | 144.5 (5.69)                              | 66.3 (2.61)                               | 57.9 (2.28)                               | 59.8 (2.35)                               | 32.8 (1.29)                               | 1.114 (43.85)                             |
| Độ ẩm tương đối trung bình (%)            | 74                                        | 73                                        | 72                                        | 71                                        | 71                                        | 76                                        | 79                                        | 81                                        | 78                                        | 74                                        | 73                                        | 71                                        | 74                                        |
| Nguồn: Cục Khí tượng Trung Quốc           |                                           |                                           |                                           |                                           |                                           |                                           |                                           |                                           |                                           |                                           |                                           |                                           |                                           |

## Kinh tế
Ngành công nghiệp chính tại địa cáp thị này là công nghiệp gang thép, với Công ty TNHH Cổ phần Gang thép Mã An Sơn (马鞍山钢铁股份有限公司) sử dụng phần lớn lực lượng lao động tại đây.
Mã An Sơn được xếp hạng số 1 về đầu tư sản xuất và GDP đứng thứ 4 tại tỉnh An Huy, sau Hợp Phì, An Khánh và Vu Hồ. Dân số Mã An Sơn xếp thứ 16 trong tỉnh và GDP trên đầu người năm 2017 đạt CNY 76.835 đứng thứ 3 trong tỉnh.
Economist Intelligence Unit trong 2010 Access China White Paper, một hồ sơ kinh tế về 20 thành phố mới nổi hàng đầu tại Trung Quốc, đã xếp Mã An Sơn làm thành viên của CHAMPS (viết tắt tiếng Anh của Chongqing, Hefei, Anshan, Ma'anshan, Pingdingshan, Shenyang; tức là Trùng Khánh, Hợp Phì, An Sơn, Mã An Sơn, Bình Đỉnh Sơn và Thẩm Dương).